# Tamara de Lempicka (bande dessinée)
Pour l’article homonyme, voir Tamara de Lempicka.
Tamara de Lempicka est une bande dessinée écrite par Virginie Greiner, dessinée et mise en couleurs par Daphné Collignon, parue en novembre 2017 aux éditions Glénat.

## Synopsis
Une évocation de la vie de Tamara de Lempicka, artiste peintre et chef de file de l'Art Déco dans les années 1920 à Paris. Proche de Jean Cocteau, Colette ou André Gide, Tamara est une femme libre, assumant ses excès et sa bisexualité, qui mène sa vie à sa guise, d'autant que c'est elle qui subvient aux besoins de la famille, et préfère s'encanailler dans les cabarets à la recherche de modèles ou d'amours d'un soir. À son époux, désœuvré et porté sur la boisson, qui lui reproche ne pas s’occuper de leur fille, elle lance « Je suis une femme moderne qui fait de sa vie ce qu'elle a décidé d'en faire ».

## Historique
Cet album marque la troisième collaboration entre Virginie Greiner et Daphné Collignon, après Le Fils (tome 2 de la série Destins) en 2010, et Avant l'heure du tigre en 2015.

## Publication
- Édition originale : 54 planches soit 56 pages, format 240 mm x 320 mm, Glénat, collection Grands Peintres, 2017 (DL 11/2017)  (ISBN 978-2-344-00826-3)[2],[1].

## Accueil
L'album a été très bien accueilli.
- Pour Nicolas Domenech, de Planète BD, « Virginie Greiner dépeint dans les règles de l’art le portrait d’une femme en mode Docteur Jekyll et Mister Hyde, mère de famille le jour, et femme vivant pleinement sa vie, la nuit (…) Le choix de Daphné Collignon au dessin s’avère judicieux, tant elle capture la personnalité de Lempicka, agrémentant ses cases d’esquisses et de tableaux. Elle parvient, avec son trait délicat et ses couleurs tout en nuances, à exprimer tant d’émotions par le regard profond de Tamara de Lempicka, signant au passage son meilleur album. »[3].
- Pour Fredgri, de Sceneario, « On retrouve donc dans ce très subtil scénario tout l'art de Virginie Grenier, les non-dits, les regards, les choses qui se devinent au gré d'une remarque (…) Daphné Collignon nous offre ici un album absolument magnifique ou son trait se métisse admirablement avec le style de Tamara de Lempicka, nous offrant même des études au crayons, des représentations de toile, des portraits d'une incroyable finesse, troublante beauté stylisée. Une artiste qui ne cesse de m'émouvoir par la grâce de son dessin, de ses femmes inoubliables aux regards incroyables ! Un album à ne pas manquer ! »[4].
- Pour L. Moeneclaey, de BDgest, « Daphné Collignon propulse le lecteur dans l'ambiance rétro des années folles grâce à son style élégant, éminemment personnel. Les regards sont magnétiques et la sensualité, à la fois évidente et contenue, transparaît des corps. Les tons de jaunes, roses et bruns-dorés accordent un rendu chic de vieux films, une esthétique délicate au caractère prononcé en accord parfait avec le thème car, sous le raffinement sobre du graphisme, couve l'intensité du sujet. »[1].